# La Serra de Dalt
La Serra de Dalt és un veïnat disseminat del terme municipal d'Oliola, a la Noguera. El 2019 tenia 12 habitants.
És veïnat dispers, al voltant de l'església de Sant Silvestre de Serra d'Alt del segle xii, situat a l'extrem nord del terme municipal, al nord de la carretera C-14, al nord-est de Ponts. Està constituït per tot de masos disseminats, entre els quals destaquen el Mas d'en Pla, els Trulls, Monistrol, el Mas d'en Cendrós, el Mas Teuler i el Mas d'en Torres, algun d'ells actualment abandonat.